# 1813 en santé et médecine
| Années de la santé et de la médecine : 1810 - 1811 - 1812 - 1813 - 1814 - 1815 - 1816    |
| Décennies de la santé et de la médecine : 1780 - 1790 - 1800 - 1810 - 1820 - 1830 - 1840 |

Cet article présente les faits marquants de l'année 1813 en santé et médecine.

## Événements

### Angleterre
- Thomas Sutton (en), médecin anglais, introduit le terme de delirium tremens pour désigner « cette forme de delirium aggravée par la saignée mais améliorée par l'opium[1]. » Par la suite, le terme ne s'appliquera qu'à une complication de l'alcoolisme[2].

### France
- Création par 11 internes de la « Société hippocratique » qui deviendra plus tard la « Société générale des internes des hôpitaux[3]. »

## Naissances
- 15 mars : John Snow (mort en 1858), médecin anglais, un des fondateurs de l'épidémiologie. En 1854 il identifiera la source d'une épidémie de choléra. Il était aussi un pionnier de l'anesthésie[4].
- 16 avril : Justin Benoît (mort en 1893), chirurgien français[5].
- 12 juillet : Claude Bernard (mort en 1878), médecin et physiologiste français[6].
- 1er décembre : Ann Preston (en) (morte en 1872), professeur de physiologie et de médecine, première américaine nommée doyenne d'une faculté de médecine en 1866[2],[7].

## Décès
- 3 avril : Charles-Louis Dumas (né en 1765), médecin français[8].
- 17 décembre : Antoine Parmentier (né en 1737), pharmacien, agronome, nutritionniste et hygiéniste français[9].